# Cantone di Entre Seille et Meurthe
Il Cantone di Entre Seille et Meurthe è una divisione amministrativa dell'Arrondissement di Nancy.
È stato costituito a seguito della riforma approvata con decreto del 26 febbraio 2014, che ha avuto attuazione dopo le elezioni dipartimentali del 2015.

## Composizione
Comprende i seguenti 39 comuni:
- Abaucourt
- Armaucourt
- Arraye-et-Han
- Autreville-sur-Moselle
- Belleau
- Belleville (Meurthe e Mosella)
- Bey-sur-Seille
- Bezaumont
- Bouxières-aux-Dames
- Bratte
- Brin-sur-Seille
- Chenicourt
- Clémery
- Custines
- Dieulouard
- Éply
- Faulx
- Jeandelaincourt
- Landremont
- Lanfroicourt
- Lay-Saint-Christophe
- Létricourt
- Leyr
- Mailly-sur-Seille
- Malleloy
- Millery (Meurthe e Mosella)
- Moivrons
- Montenoy
- Morville-sur-Seille
- Nomeny
- Phlin
- Port-sur-Seille
- Raucourt
- Rouves
- Sainte-Geneviève (Meurthe e Mosella)
- Sivry
- Thézey-Saint-Martin
- Ville-au-Val
- Villers-lès-Moivrons